# طارق هودژیچ
طارق هودژیچ (انگلیسی: Tarik Hodžić؛ زادهٔ ۱ دسامبر ۱۹۵۱) بازیکن فوتبال اهل بوسنی و هرزگوین است.
از باشگاه‌هایی که در آن بازی کرده‌است می‌توان به باشگاه فوتبال گالاتاسرای، باشگاه ورزشی ساری‌یر، و باشگاه فوتبال ژلیزنیچار سارایوو اشاره کرد.